# DSB ME
De DSB ME is een locomotief met dieselelektrische aandrijving voor het personenvervoer van de Danske Statsbaner (DSB).

## Geschiedenis
Deze locomotieven werden ontwikkeld en gebouwd door Henschel werk Kassel en Brown, Boveri & Cie (BBC). De techniek stamt uit de 1965'er jaren door Henschel en BBC ontwikkeld uit de proef locomotieven van het type DE 2500 met een draaistroom technologie en driefasige asynchrone motoren.
Op 30 november 2005 brandde locomotief 1510 te Høje Taastrup uit. Deze locomotief werd hierna gebruikt als onderdelenleverancier en in 2007 gesloopt.

## Constructie en techniek
De locomotief heeft een stalen frame. De tractie installatie bestaat uit een dieselmotor gekoppeld aan een draaistroom dynamo. Op de draaistellen wordt elke as door een driefasige asynchrone motor. De technisch van deze locomotieven is gelijk aan de locomotieven serie Di 4 van de Norges Statsbaner (NSB).

### Nummers
De locomotieven werden door de Danske Statsbaner (DSB) als volgt genummerd:
| Lijst van de ME |                         |            |                                                                |
| Nummer          | Eigenaar                | UIC nummer | Opmerkingen                                                    |
| 1501            | Danske Statsbaner (DSB) |            |                                                                |
| 1502            | Danske Statsbaner (DSB) |            | Gesloopt 2016                                                  |
| 1503            | Danske Statsbaner (DSB) |            | Verkehrsrot vanaf 2018                                         |
| 1504            | Danske Statsbaner (DSB) |            | Verkehrsrot vanaf 2017                                         |
| 1505            | Danske Statsbaner (DSB) |            |                                                                |
| 1506            | Danske Statsbaner (DSB) |            |                                                                |
| 1507            | Danske Statsbaner (DSB) |            | Gesloopt 2016                                                  |
| 1508            | Danske Statsbaner (DSB) |            | Verkehrsrot vanaf 2017                                         |
| 1509            | Danske Statsbaner (DSB) |            |                                                                |
| 1510            | Danske Statsbaner (DSB) |            | Op 30 november 2005 te Høje Taastrup uitgebrand. Gesloopt 2007 |
| 1511            | Danske Statsbaner (DSB) |            |                                                                |
| 1512            | Danske Statsbaner (DSB) |            |                                                                |
| 1513            | Danske Statsbaner (DSB) |            |                                                                |
| 1514            | Danske Statsbaner (DSB) |            | Verkehrsrot vanaf 2017                                         |
| 1515            | Danske Statsbaner (DSB) |            |                                                                |
| 1516            | Danske Statsbaner (DSB) |            |                                                                |
| 1517            | Danske Statsbaner (DSB) |            |                                                                |
| 1518            | Danske Statsbaner (DSB) |            |                                                                |
| 1519            | Danske Statsbaner (DSB) |            |                                                                |
| 1520            | Danske Statsbaner (DSB) |            | Verkehrsrot vanaf 2018                                         |
| 1521            | Danske Statsbaner (DSB) |            | Verkehrsrot vanaf 2016                                         |
| 1522            | Danske Statsbaner (DSB) |            |                                                                |
| 1523            | Danske Statsbaner (DSB) |            |                                                                |
| 1524            | Danske Statsbaner (DSB) |            |                                                                |
| 1525            | Danske Statsbaner (DSB) |            |                                                                |
| 1526            | Danske Statsbaner (DSB) |            |                                                                |
| 1527            | Danske Statsbaner (DSB) |            |                                                                |
| 1528            | Danske Statsbaner (DSB) |            | Verkehrsrot vanaf 2016                                         |
| 1529            | Danske Statsbaner (DSB) |            |                                                                |
| 1530            | Danske Statsbaner (DSB) |            |                                                                |
| 1531            | Danske Statsbaner (DSB) |            | Verkehrsrot vanaf 2017                                         |
| 1532            | Danske Statsbaner (DSB) |            |                                                                |
| 1533            | Danske Statsbaner (DSB) |            | Verkehrsrot vanaf 2016                                         |
| 1534            | Danske Statsbaner (DSB) |            |                                                                |
| 1535            | Danske Statsbaner (DSB) |            |                                                                |
| 1536            | Danske Statsbaner (DSB) |            | Verkehrsrot vanaf 2017                                         |
| 1537            | Danske Statsbaner (DSB) |            | Verkehrsrot vanaf 2017                                         |

## Treindiensten
De locomotieven werden door de Danske Statsbaner (DSB) gebruikt voor het personenvervoer op de eilanden Seeland (Sjælland), Falster en Lolland.